# Pico Olav
El Olavtoppen, también nombrado Pico Olavtoppen o Monte Olav, es el punto más alto de la isla Bouvet, isla de origen volcánico y dependencia de Noruega. Olavtoppen está situado al norte del centro de la isla, inmediatamente al sur del cabo Valdivia, y se eleva 780 metros sobre el nivel del mar.